# Cloruro di cetil-trimetilammonio
Il cloruro di cetil-trimetilammonio (o cloruro di esadeciltrimetilammonio; cetrimide; CTAC) è un sale di ammonio quaternario. È un tensioattivo cationico. È usato come antisettico, balsamo per capelli e shampoo.